# ヤブタバコ
ヤブタバコ Carpesium abrotanoides L. は、ガンクビソウ属の草本。横に伸びた枝に多数の花を並べて付ける。

## 総説
タバコに似た葉を付ける直立した茎の先端から、横に伸びる枝を長く伸ばし、そこに多数の葉と花を並べる独特の姿をしている。薬用として使われる。この属ではヨーロッパから知られる数少ないものである。
和名は藪煙草であり、下方の葉がタバコに似て、藪地に生えることによる。漢名は天名精（てんみょうせい）である。

## 特徴
直立する一年草～越年草。主茎は真っ直ぐに立って高さ50-100cmでそれ以上伸びなくなり、先端付近から放射状に数本の枝を出す。それらの枝は水平に近い斜め上向けにとても長く伸び、また更に枝を分ける。
根出葉は花の時期には無くなる。主茎の葉は広楕円形から長楕円形で、長さ20-28cm、幅は8.5-15cm。基部は翼があって幅広い柄となり、葉質は薄くて両面に短い毛があり、また裏面には腺点がある。先端はやや尖り、縁には不規則な低い鋸歯があり、その先端は小さく突き出す。上方から側枝の葉は柄が無くて長楕円形、先に向かうに連れて小さくなる。
花期は9-11月。横に伸びる枝に並ぶ葉の根本から柄のない頭花を下向きにつける。頭花は径6-8mm、時にその基部に苞がある。鐘球形で総苞片は3列あり、外側のものは短くて先端が丸い。花冠は黄色。
痩果は長さ3.5mm、先端は嘴状に突き出して粘液を出し、また臭気がある。痩果の先端の粘液は、それによって衣服にくっついて散布される効果を持つ。

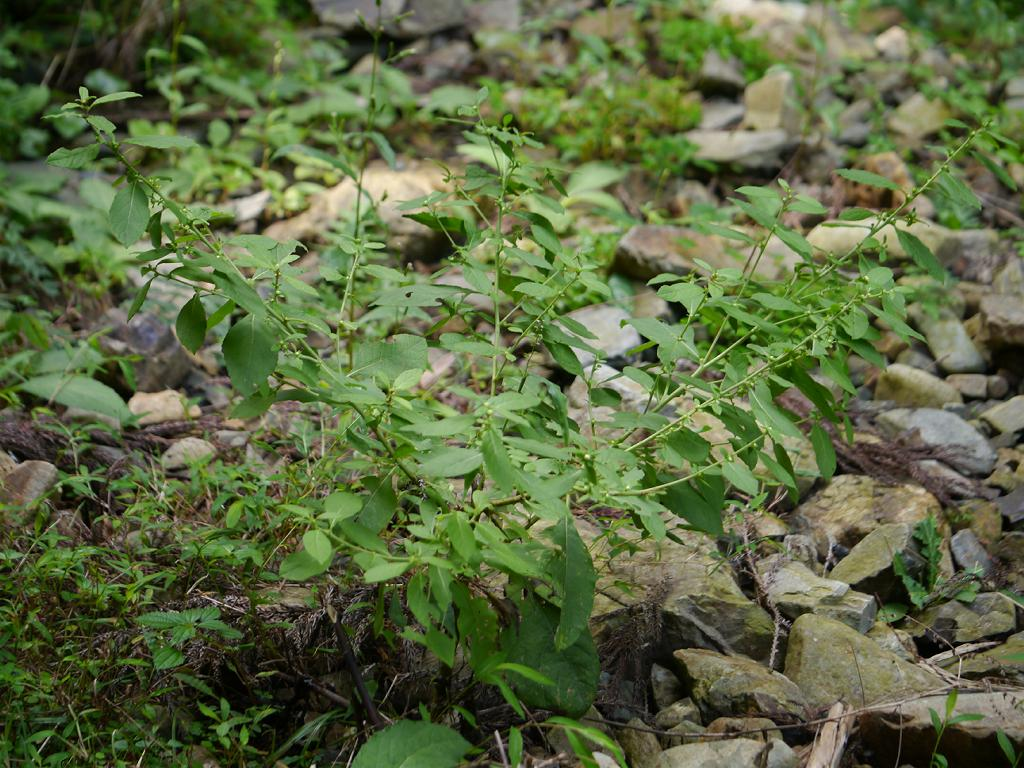
全草・独特の枝振りを示す。
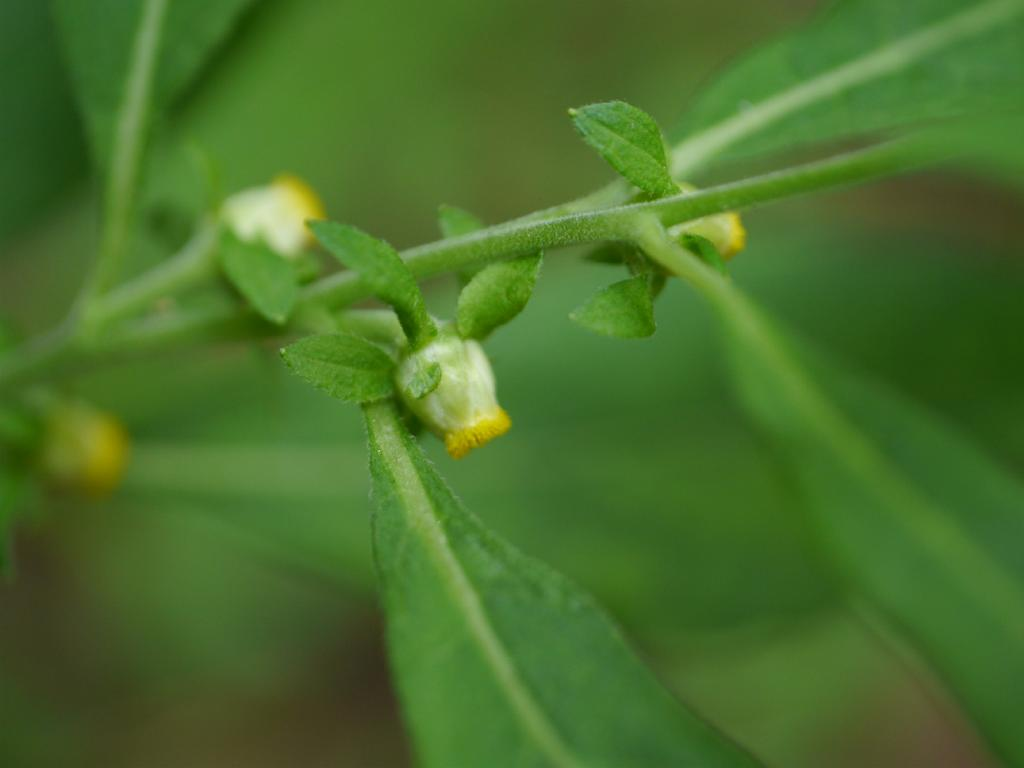
柄のない頭花は下向きに咲く

## 分布と生育環境
日本では北海道から琉球列島にまで分布する。国外では朝鮮から中国、ヒマラヤ、西アジアからヨーロッパまで知られるが、西アジアからヨーロッパの分布は移入であると見られる。国内では普通種であるが、沖縄県内ではまれにしか見られない。
家の付近や山野などに多い。

## 分類
同属の種は日本に8種ほどある。ただし、主茎の先端から長く横枝を伸ばす枝振りや、柄がない頭花を枝に穂状に並べる姿は独特で、区別は容易である。他の種は頭花に柄があって枝先に一つずつ頭花をつけるものが多い。

## 利用
若い葉を茹でて水にさらして食用とする例がある。中国では葉を乾燥させたものを上記の名で呼び、止血、解毒、腫れ物、打ち身の薬として用いた。痩果は鶴虱の名で呼ばれ、条虫駆除剤として用いられる。また根や種子も薬用とする。